# 漆谷慶大病院駅
漆谷慶大病院駅（チルゴッキョンデビョンウォンえき）は、大韓民国大邱広域市北区にある大邱都市鉄道3号線の駅である。駅番号は312。

## 駅構造
相対式ホーム2面2線の高架駅。
のりば
※のりば番号の設定は無し。
| 下り | ●大邱都市鉄道3号線 | 鶴亭・八莒・龍池方面 |

## 駅周辺
- 漆谷車両基地
- 漆谷慶北大学校病院
- 大邱体育中学校
- 大邱体育高等学校
- 慶尚北道農業技術院
- 慶尚北道公務員教育院
- 慶尚北道総合建設事務所
- 慶尚北道道立国楽団
- 八莒橋

## 歴史
- 2015年4月23日: 3号線の開業とともに開業。

## 写真

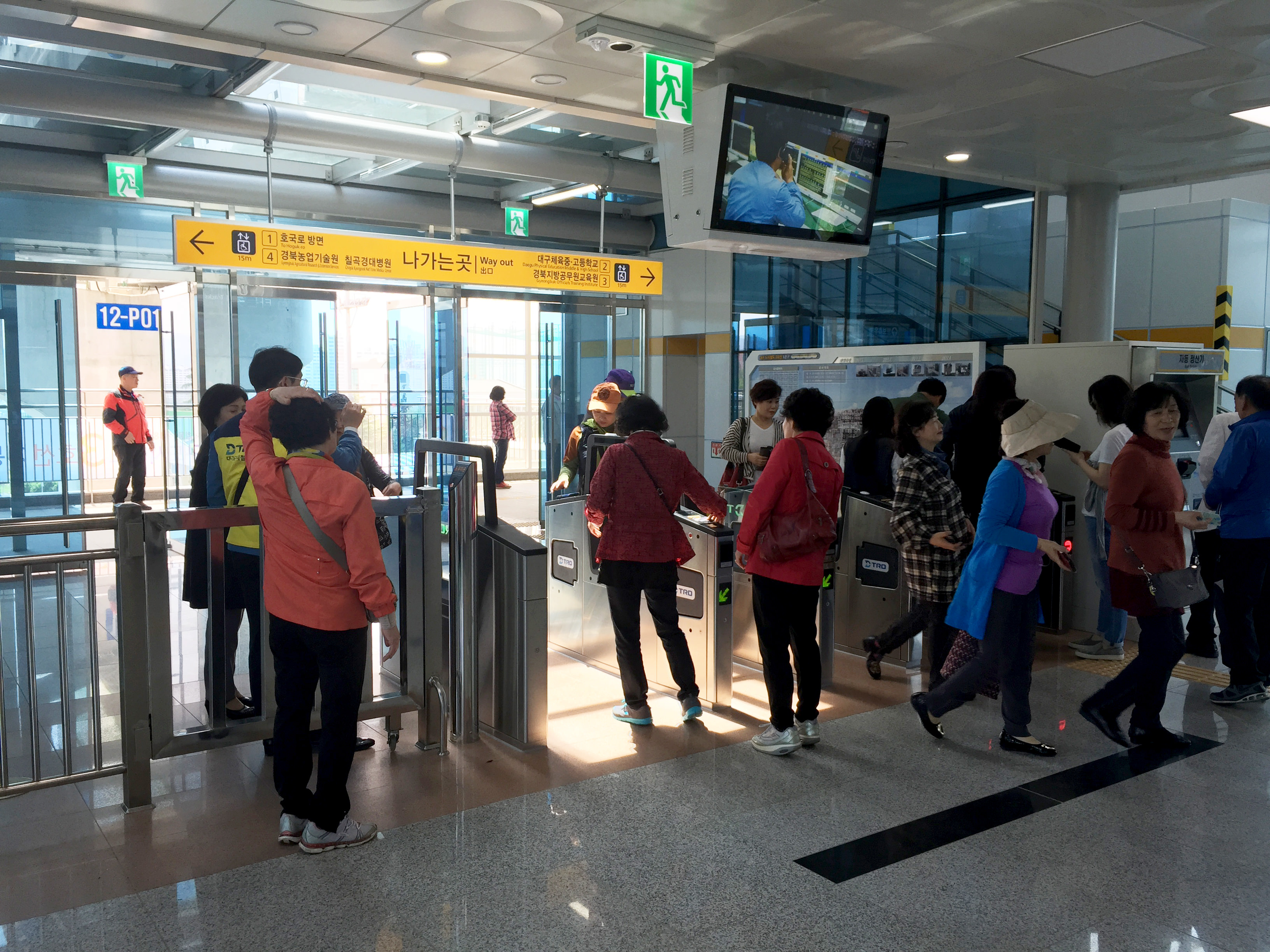
改札口
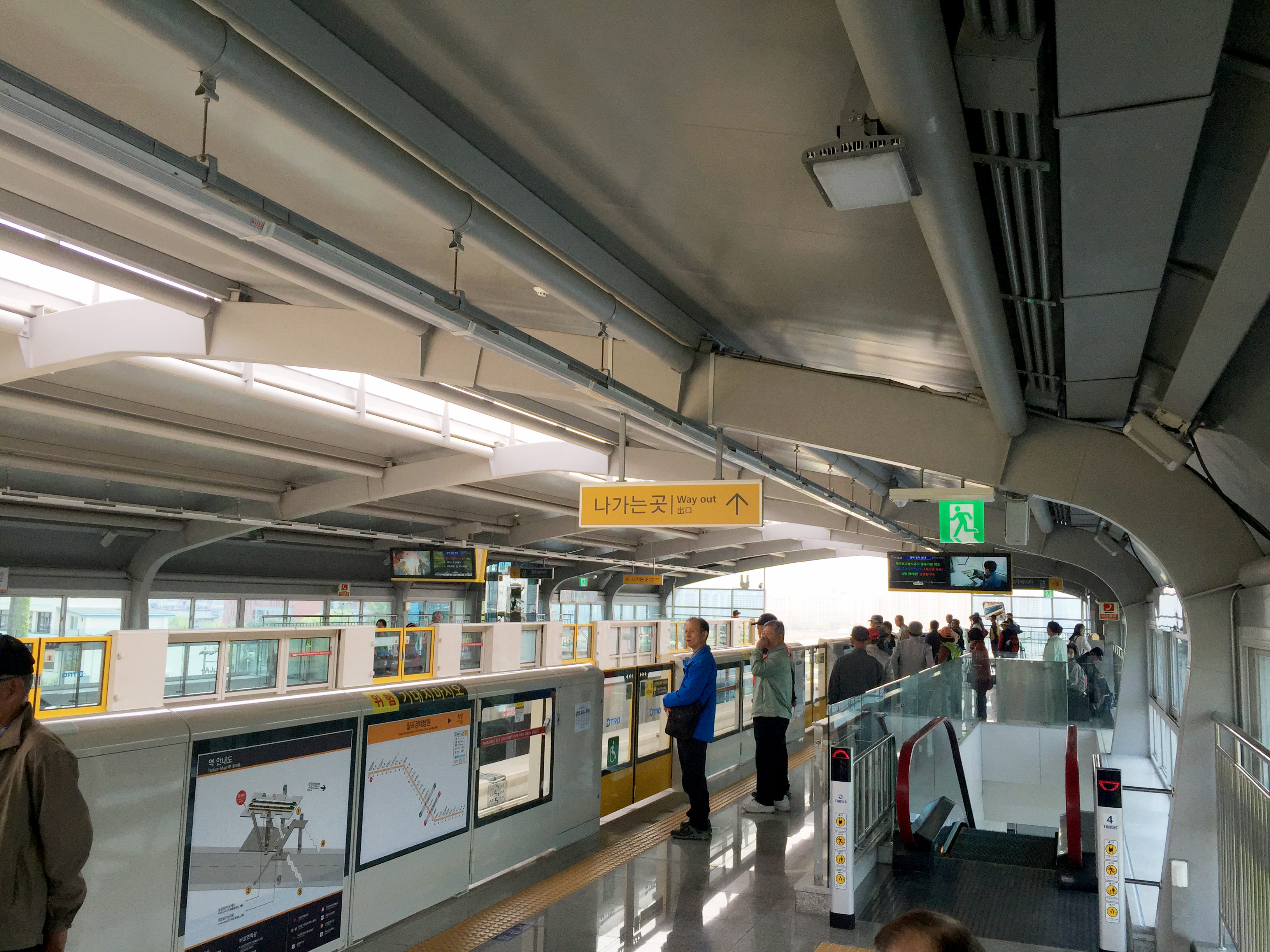
乗り場
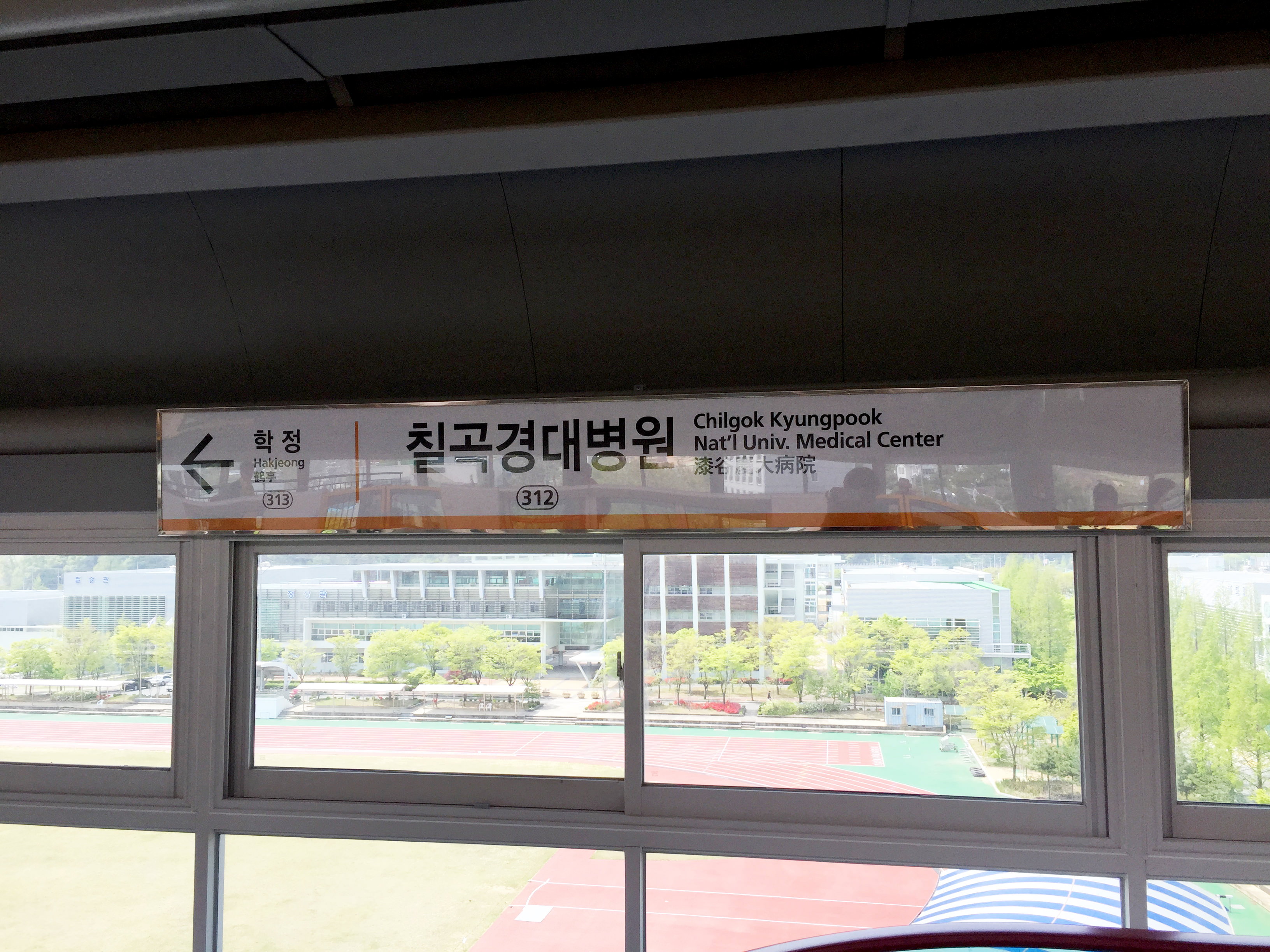
駅名標

## 隣の駅
大邱交通公社
●3号線
漆谷慶大病院駅 (312) - 鶴亭駅 (313)